# 5 Against the House
5 Against the House is een Amerikaanse film noir uit 1955 onder regie van Phil Karlson. Destijds werd de film in Nederland uitgebracht onder de titel Gevaarlijk spel.

## Verhaal
Op stap in Reno horen vier studenten een agent zeggen dat een casino niet te beroven is. De vier vrienden besluiten de volmaakte kraak te bekokstoven. Ze beschouwen hun plan als een studentengrap en ze willen het gestolen geld achteraf teruggeven. Een van de studenten heeft andere plannen met de buit.  

## Rolverdeling
| Acteur         | Personage            |
| -------------- | -------------------- |
| Guy Madison    | Al Mercer            |
| Kim Novak      | Kay Greylek          |
| Brian Keith    | Brick                |
| Alvy Moore     | Roy                  |
| Kerwin Mathews | Ronnie               |
| William Conrad | Eric Berg            |
| Jack Dimond    | Francis Spiegelbauer |
| Jean Willes    | Virginia             |